# Pont-de-Buis-lès-Quimerch
Pont-de-Buis-lès-Quimerch település Franciaországban, Finistère megyében. Lakosainak száma 3571 fő (2022. január 1.). Pont-de-Buis-lès-Quimerch Hanvec, Dinéault, Le Faou, Lopérec, Rosnoën és Saint-Ségal községekkel határos.

## Népesség
A település népességének változása:
| Lakosok száma | 3856 | 3869 | 4068 | 3792 | 3716 | 3639 | 3617 | 3595 | 3571 |
|               | 2013 | 2015 | 2016 | 2017 | 2018 | 2019 | 2020 | 2021 | 2022 |